# Benito Moreno Hurtado
Benito Moreno Hurtado (Sevilla, 3 de marzo de 1940-Ibidem, 8 de mayo de 2018) fue un pintor, músico y poeta español. Artista sevillano polifacético que creó obras tanto en el ámbito visual como en el musical y poético. Nacido en el barrio de la calle Feria, pasó veinte años en Bretaña (Francia) donde desarrolló su técnica como pintor y grabó cinco discos como cantautor. A su regreso a Sevilla, siguió dedicándose a la pintura, al grabado, la fotografía y grabó sus últimos dos discos.

## Biografía
Nació en el barrio de la calle Feria en Sevilla el 3 de marzo de 1940. Era el segundo de una familia compuesta por su hermana mayor, Amelia y dos hermanos Josele (cantante y humorista) y Máximo (fotógrafo y pintor). Su padre José, también pintor y su madre Beatriz lo apoyaron en su formación artística. Ingresó en la escuela de arte y oficio con once años. Posteriormente se formó en la Escuela de Arte Dramático. En 1962 decidió marcharse a Francia donde permaneció durante los siguientes veinte años. Después de una corta estancia en París se instala en Bretaña donde trabaja de lector de español en un instituto de Lorient. Allí conoce a su compañera Christiane Décaillet con la que tendrá dos hijos, Guillermo y Beatriz. En 1963 acaba los estudios superiores en la Escuela de Bellas Artes en la especialidad de Grabado y obtiene la cátedra de Dibujo. Crea la especialidad de Fotografía.
En 1969 pide una excedencia de tres años en la Escuela de Bellas Artes y la familia se marcha a Madrid. Colabora como fotógrafo en las revistas Autopista y Discóbolo. Allí conoce a Ginés Liébana, Paco Nieva, Lucía Bosé y entabla una amistad con Gloria Fuertes, con la que colabora ilustrando su libro de poesía “Sola en la sala”. A partir de su regreso a Bretaña y durante 25 años realiza exposiciones en el Atelier d’Ernest de Pont-Aven así como en La Palette de Lorient.
En 1975 inicia una carrera de cantautor que se desarrollará a lo largo de 7 álbumes de los que realiza la mayoría de las portadas. La portada del primer disco “Romance del Lute y otras canciones” la realiza su hermano Máximo. 
Durante esta década monta numerosas exposiciones en la Galería Bética y en la Galería Heller, ambas en Madrid. Se especializa en los retratos realizando un gran número de encargos tanto en Francia como en España. 
Decide regresar a Sevilla en 1982 donde instala su taller de pintura. Expondrá sus obras en la Galería Sorolla, en la Galería de Isabel Ignacio (antigua Galería Marta Moore) los paisajes realizados durante los veranos en Bretaña y Fuenteheridos.
Colabora en numerosas ocasiones con su amigo el editor Manuel Padilla y su familia, publicando un libro de viaje titulado “Venecia” en 1990 y otro de poesía tras la muerte de Christiane titulado “Poemas del amor” en 2010. Realiza varias exposiciones en la librería con sus fotos y  cuadros. 
Sus obras se pueden ver en carteles (el de Rastrillo Nuevo Futuro en 2005), en portadas de discos (“Camarón nuestro” en 1994), en revistas (Los cuadernos de Roldán).
Muere el 8 de mayo de 2018 en Sevilla.